# Pandanus aggregatus
Pandanus aggregatus är en enhjärtbladig växtart som beskrevs av Elmer Drew Merrill och Lily May Perry. Pandanus aggregatus ingår i släktet Pandanus och familjen Pandanaceae. Inga underarter finns listade.